# Ezekiel Sims
Ezekiel Sims es un personaje ficticio que aparece en los cómics estadounidenses publicados por Marvel Comics, por lo general como un personaje secundario en historias sobre el Hombre Araña y Silk;versiones del personaje de líneas de tiempo alternativas también aparecen en el evento cruzado de 2014 Spider-Verse.
Mike Rianda le da voz a Sims como Spider-Therapist en el largometraje animado Spider-Man: Across the Spider-Verse (2023).El personaje hizo su debut intepretado por Tahar Rahim Universo Spider-Man de Sony para Madame Web (2024) y es el villano de Madame Web como un personaje compuesto con Morlun,en la que José María Yazpik también interpreta a Santiago, un Spider-Man peruano también basado en Ezequiel.

## Historial de publicación
Ezekiel apareció por primera vez en The Amazing Spider-Man vol. 2 # 30 y fue creado por J. Michael Straczynski y John Romita Jr.

## Biografía ficticia
Ezekiel Sims fue un rico hombre de negocios que, en sus años más jóvenes, ganó ritualmente poderes similares a los del Hombre Araña. Quería usar sus poderes para ser un héroe, pero inicialmente los usó para fundar una corporación, creyendo que no podía hacer nada sin una base de operaciones, y rápidamente se volvió demasiado ocupado para usar sus poderes a diario. Cuando surgió Spider-Man, Ezekiel contrató a media docena de detectives privados independientes para investigar la vida del Hombre Araña, lo que le permitió saber quién era Spider-Man a partir de las diversas piezas de información que le proporcionaron. Felicia Hardy fue uno de sus investigadores, contratado específicamente para rastrear las apariciones del Hombre Araña en países extranjeros. 
Ezequiel, en sus 50 años, contactó con Spider-Man y le explicó la naturaleza de los tótems animales: personas que adquieren habilidades sobrenaturales a partir de un vínculo místico con ciertos animales. Sugirió que la araña que mordió a Peter Parker no fue mutada por la radiación, sino que en realidad trató de darle a Peter sus poderes antes de que la radiación lo matara. Esto significaba quel Hombre Araña ahora era parte de la cadena alimenticia sobrenatural, y se convirtió en un objetivo para otros tótems y seres que se alimentan de tótems (de ahí que muchos de los enemigos del Hombre Araña basaran en animales; en cierto nivel, sintieron "que Peter era un verdadero tótem, mientras que ellos eran simplemente impostores y, por lo tanto, fueron obligados a destruirlo). Posteriormente, ayudó al Hombre Araña a luchar contra un ser conocido como Morlun, una entidad parecida a un vampiro que se "alimentaba" de tótems, aparentemente a costa de su vida, pero más tarde se reveló que sobrevivió y se fue a África, donde ayudó al Hombre Araña a lidiar con Shathra, otra amenaza basada en lo sobrenatural, llevando a Peter a un área donde tendría la ventaja sobre Shathra.
Se reveló que una gran variedad de amenazas sobrenaturales con las que Spider-Man se había enfrentado quien realmente estaba detrás era Ezekiel, y Ezekiel intentó dirigir las consecuencias de estos ataques en ganar los poderes del Hombre Araña, llevando al Hombre Araña al templo donde se le había dado su poderes y extracción de sangre para atraer a una araña masiva que tomaría al "falso" guerrero totémico como un sacrificio. Sin embargo, en sus últimos momentos, se dio cuenta de que no había hecho nada con sus poderes, sino ayudarse a sí mismo, mientras que Peter había arriesgado su vida desinteresadamente para salvar a otros una y otra vez. Con esto en mente, atacó a la araña que se habría comido a Peter, dando su propia vida para salvar a su amigo en reconocimiento del héroe que realmente era Peter, y de ese modo tuvo una oportunidad de redención que nunca habría tenido de nuevo.
Recientemente, en Grim Hunt, parecía como si un Ezequiel reanimado (cubierto de arañas) apareciera ante el Hombre Araña y Arachne. Desconocido para Spider-Man, el Ezequiel que apareció ante él era realmente el Camaleón disfrazado, llevando al  Hombre Araña a una trampa con los Kravinoff para llevar a cabo la resurrección de Sergei Kravinoff que requería la sangre de Spider-Man.
Durante el desarrollo de la saga "Original Sin", Spiderman, mientras buscaba pistas sobre el asesinato de Uatu el Vigilante,  Spiderman se expuso al ojo de Uatu durante la lucha contra el Orberevelándose que Cindy Moon, la segunda persona mordida por la araña radioactiva que creó a spiderman , había estado aislada por Ezequiel.  La educó en el modo de usar sus poderes pero la mantuvo confinada en una habitación secreta bajo su oficinadespués de hablar con los padres de Cindy, Albert Moon y Nari Moon. Ezequiel se le aparece a ella y a Spiderman a través de un mensaje pregrabado diciéndole que si deja el encierro, no habrá esperanza para ellos (probablemente también habla de los Spider-Totems). Es revelado que Ezequiel mantuvo a Silk encerrada para que Morlun no la encontrara. Años más tarde, el Hombre Araña la libera del búnker de Ezequiel, lo que le permite comenzar una nueva vida y una nueva carrera. Esto termina provocando la caza multiversal de todas las arañas, ya que los herederos ahora son conscientes de la existencia de Silk como la "Novia".

## Poderes y habilidades
Ezequiel posee una serie de atributos sobrehumanos que son casi idénticos a los que posee naturalmente Spider-Man. Su fuerza, velocidad, resistencia, agilidad, tiempo de reacción y resistencia a las lesiones físicas se incrementan a niveles sobrehumanos. Aunque Ezequiel tiene una edad avanzada, ninguno de sus atributos físicos ha disminuido a lo largo de las décadas.
Ezequiel también posee la capacidad de adherirse a la mayoría de las superficies y arrastrarse a lo largo de ellas de la misma manera que Spider-Man. También posee un tipo de E.S.P. que sirve como un sistema de alerta temprana de la misma manera que Spider-Man, aunque no estaba tan desarrollado como el de Spider-Man. Debido a sus poderes casi idénticos, Ezequiel y Spider-Man son inmunes al sistema de alerta temprana de cada uno.
Además de sus poderes, Ezequiel es extremadamente rico y es un hombre de negocios altamente calificado y propietario de una compañía con conexiones internacionales. Al igual que con Spider-Man, él es un formidable combatiente mano a mano aunque no ha tenido un entrenamiento formal. Utiliza un tipo único de lucha de estilo libre que le permite hacer un uso completo de sus poderes. Parece que no tiene ningún dispositivo de generación de web como los tiradores web de Spider-Man, y nunca se ha visto que produzca una red de forma natural. En sus conversaciones con Peter Parker, el tema nunca surge. Él es conocedor de la naturaleza mística de los tótems, y una vez le contó a Peter la leyenda del primer "Spider-Man".

## Otras versiones

### Spider-Verse
Durante la historia de "Spider-Verse", se presentan diferentes versiones de Ezequiel:
- Uno de los Spider-Men reclutados para luchar contra los herederos es el "Viejo Spider-Man" de la Tierra-4, que viste un traje similar al Spider-Man de la tierra-312500 (como se ve en "The Amazing Spider-Man" #500).[20] Luego de ser fatalmente herido por Daemos de los herederos, se revela que el "viejo hombre Spider-Man" es un Ezequiel alternativo que tomó la identidad de Spider-Man después de que Morlun matara a su versión de Peter. Antes de sucumbir a sus heridas, Ezequiel implora al Spider-Man de la Tierra-616 para proteger a "la Novia, el Otro y el Scion".[21]
- La versión de Ezequiel de la Tierra-3145 se acercó a Ben Parker (quien se había retirado de ser Spider-Man después de que la tía May y Peter fueron asesinados por el Elfo Esmeralda) e informaron a Ben sobre la inminente llegada de Morlun para matarlo. Sin nada más, Ben aceptó la oferta de Ezequiel y se mantuvo en un búnker secreto en Sims Tower, incluso después de que la ciudad de Nueva York fuera destruida en un holocausto nuclear causado por uno de los planes de chantaje del Doctor Octopus que estaba terriblemente mal.[22]

## En otros medios

### Películas
- Ezekiel Sims hizo su debut cinematográfico en el largometraje de animación por computadora Spider-Man: Across the Spider-Verse (2023), con la voz de Mike Rianda. Esta versión opera como Spider-Therapist, el terapeuta interno/consejero de duelo de la Spider-Society, que mantiene un doctorado en la pared de su oficina con su nombre, recibido de la "Universidad Ditko" (llamada así por Steve Ditko).[2][3]
- Ezekiel Sims hará su debut en acción real en la película Madame Web (2024) del Universo Spider-Man de Sony, interpretado por Tahar Rahim.[4][23]Esta versión es un explorador y amigo de la difunta madre de Cassie Webb, Constance. En flashbacks, buscó una rara araña peruana con propiedades curativas, durante la cual traicionó y mató a Constance y adquirió poderes similares a Spider-Man, así como la capacidad de envenenar a las personas, y usa un traje negro y rojo similar al de Spider-Man. En el presente, después de ver visiones que sugieren que una de las tres Spider-Women lo matará como efecto secundario de robar la araña, se propone matarlas primero a través de tecnología robada de la NSA. Sin embargo, Cassie desarrolla sus propios poderes, se propone proteger a las Spider-Women y finalmente lo derrota y lo mata arrojándole un cartel de Pepsi. Esta encarnación de Ezekiel ha sido criticada en línea por carecer de caracterización y por el notable uso de ADR en gran parte de su diálogo.[24][25][26]
  - José María Yazpik interpreta a Santiago, un Spider-Man peruano también basado en el cómic de Ezekiel Sims.[5]

### Videojuegos
- Ezequiel aparece como un personaje jugable en Spider-Man Unlimited.[27]